# Zdzisław Pisarek
Zdzisław Jan Pisarek (ur. 24 stycznia 1953 w miejscowości Tokary) – polski polityk, poseł na Sejm II kadencji.

## Życiorys
Ukończył w 1979 studia na Wydziale Melioracji Wodnych Akademii Rolniczej we Wrocławiu. Zajął się prowadzeniem własnego gospodarstwa rolnego. Pełnił funkcję wójta gminy Długołęka.
Od 1993 do 1997 pełnił mandat posła na Sejm II kadencji. Został wybrany w okręgu wrocławskim z listy Bezpartyjnego Bloku Wspierania Reform. Zasiadał w Komisji Samorządu Terytorialnego i Polityki Regionalnej, Komisji Nadzwyczajnej do Rozpatrzenia Projektów Ustaw Lustracyjnych, Komisji Regulaminowej i Spraw Poselskich. Był także członkiem dziesięciu podkomisji. W 2014 bez powodzenia kandydował do rady gminy Długołęka z ramienia KWW Pawlaka Leszka.